# 懸垂修飾語
懸垂修飾語（けんすいしゅうしょくご、dangling modifier）は、潜在的に主格と目的格のどちらにも適用可能で、節を曖昧に修飾する語句を言う。ほとんどのスタイルガイドでは、懸垂修飾語を文体的に不適であるとしている。

## 用例
懸垂修飾語の例を次に示す。（The Elements of Style 1918年版による）
Being in a dilapidated condition, I was able to buy the house very cheap.
（ボロボロだったので、私はその家を非常に安く買えた。）
この文は曖昧である。「私」と「家」のどちらがボロボロなのかが不明瞭だからである。
上記の例のように、懸垂修飾語は実際には分詞の形を取ることが多い。懸垂修飾語が分詞である時、懸垂修飾語は懸垂分詞（dangling participle）あるいはずっこけ分詞構文と呼ばれる。副詞句や副詞が懸垂修飾語として働くこともある。
懸垂修飾語の先行詞は、構文的に不明瞭であっても、意味論的に明確化されることがある。例えば、
Being asleep, the telephone startled me when it rang.
（眠っていたので、私は電話の呼び出し音に驚いた。）
では、電話は眠れないため先行詞が明確に定まる。
しかし、たとえ先行詞が意味論的に明確であっても、ほとんどのスタイルガイドは懸垂修飾語を依然却下している。一般的に、英語または他の語順構文言語では、懸垂修飾語は次のように単に語順を入れ替えることで修復可能である。
Being asleep, I was startled when the telephone rang.

## Hopefully
1950年代から、副詞 "hopefully" の適切な用法について、文体論や修辞学の観点から物議が醸されている (Kahn & Ilson, 1985)。一部の文法学者は、
Hopefully, the sun will be shining tomorrow.
（うまくいけば、明日は太陽が輝くだろう。）
といった構文に最初に遭遇した時に、この用法に異議を唱えた。これは、副詞 "hopefully" が懸垂しており、「語り手の心の状態」と「太陽の輝き方」のどちらを記述しているとも解釈出来るためである。
ごく最近の一般語では、"hopefully" は、この様式で使われる時、埋め込まれた感嘆詞または単文接続詞（cf. "admittedly", "mercifully", "oddly"）として働く。この懸垂副詞の用法は、既にあまりに広く行き渡ったため、不明瞭性を呼び起こさない。例えば、ほとんどの人は、
Hopefully, John got home last night.
を、ジョンが昨夜帰宅したことを語り手が望んでいるのであり、ジョンが希望を持って帰宅したわけではないと解釈するだろう。
近年、この一般的用法はよく容認されてきた。恐らく、hopefully は意味論的に、ドイツ語の hoffentlich （"it is to be hoped that"; 「～であると望まれる」）とよく似ており、上記の例で言えば、語り手が太陽が輝くことを望んでいるニュアンスを含んでいるからである。それ故、次のように語順を変えてコンマを用いずにこの意味の "hopefully" を表現する用法が更に普及している。
Mark awaited word from his agent hopefully.
Mark hopefully awaited word from his agent.
（マークがエージェントからの便りを待っていたらいいのだが。）